# Premierzy Litwy
Prezesa Rady Ministrów mianuje i odwołuje prezydent Republiki za zgodą Sejmu. Ministrów mianuje i odwołuje prezydent na wniosek premiera, który nie później niż w ciągu 15 dni od swojego mianowania przedstawia zaakceptowany przez prezydenta skład rządu Sejmowi. Aprobata większości głosów oznacza, że rząd otrzymuje prawo działania.
Premier kieruje pracami rządu, wyznacza i zwalnia sekretarza rządu, który stoi na czele Kancelarii Rządu, zwołuje posiedzenia, mianuje i odwołuje kierowników instytucji rządowych, powołuje grupy robocze.

## Lista Premierów Litwy

### Republika Litewska (1918–1940)
| #   | Imię i Nazwisko                      | Portret                  | Kadencja            | Kadencja            | Partia polityczna | Partia polityczna | Rząd |
| #   | Imię i Nazwisko                      | Portret                  | Od                  | Do                  | Partia polityczna | Partia polityczna | Rząd |
| --- | ------------------------------------ | ------------------------ | ------------------- | ------------------- | ----------------- | ----------------- | ---- |
| 1   | Augustinas Voldemaras (1883–1942)    | Augustinas Voldemaras    | 11 listopada 1918   | 26 grudnia 1918     |                   | TPP               | 1    |
| 2   | Mykolas Sleževičius (1882–1939)      | Mykolas Sleževičius      | 26 grudnia 1918     | 5 marca 1919        |                   | LVS               | 1    |
| 3   | Pranas Dovydaitis (1886–1942)        | Pranas Dovydaitis        | 12 marca 1919       | 12 kwietnia 1919    |                   | LKDP              | •    |
| (2) | Mykolas Sleževičius (1882–1939)      | Mykolas Sleževičius      | 12 kwietnia 1919    | 2 października 1919 |                   | LVS               | 2    |
| 4   | Ernestas Galvanauskas (1882–1967)    | Ernestas Galvanauskas    | 7 października 1919 | 15 czerwca 1920     | 1                 | LVS               |      |
| 5   | Kazys Grinius (1866–1950)            | Kazys Grinius            | 19 czerwca 1920     | 18 stycznia 1922    | LVLS              | •                 |      |
| (4) | Ernestas Galvanauskas (1882–1967)    | Ernestas Galvanauskas    | 2 lutego 1922       | 22 lutego 1923      | LVLS              | 2                 |      |
| (4) | Ernestas Galvanauskas (1882–1967)    | Ernestas Galvanauskas    | 23 lutego 1923      | 28 czerwca 1923     | LVLS              | 3                 |      |
| (4) | Ernestas Galvanauskas (1882–1967)    | Ernestas Galvanauskas    | 29 czerwca 1923     | 17 czerwca 1924     | LVLS              | 4                 |      |
| 6   | Antanas Tumėnas (1880–1946)          |                          | 18 czerwca 1924     | 27 stycznia 1925    |                   | LKDP              | •    |
| 7   | Vytautas Petrulis (1890–1942)        |                          | 4 lutego 1925       | 19 września 1925    | •                 | LKDP              |      |
| 8   | Leonas Bistras (1890–1971)           |                          | 25 września 1925    | 31 maja 1926        | •                 | LKDP              |      |
| (2) | Mykolas Sleževičius (1882–1939)      | Mykolas Sleževičius      | 15 czerwca 1926     | 17 grudnia 1926     |                   | LVLS              | 3    |
| (1) | Augustinas Voldemaras (1883–1942)    | Augustinas Voldemaras    | 17 grudnia 1926     | 19 września 1929    |                   | LTS               | 2    |
| 9   | Juozas Tūbelis (1882–1939)           | Juozas Tūbelis           | 23 września 1929    | 8 czerwca 1934      | 1                 | LTS               |      |
| 9   | Juozas Tūbelis (1882–1939)           | Juozas Tūbelis           | 12 czerwca 1934     | 6 września 1935     | 2                 | LTS               |      |
| 9   | Juozas Tūbelis (1882–1939)           | Juozas Tūbelis           | 6 września 1935     | 24 marca 1938       | 3                 | LTS               |      |
| 10  | Vladas Mironas (1880–1953)           | Vladas Mironas           | 24 marca 1938       | 5 grudnia 1938      | 1                 | LTS               |      |
| 10  | Vladas Mironas (1880–1953)           | Vladas Mironas           | 5 grudnia 1938      | 27 marca 1939       | 2                 | LTS               |      |
| 11  | Jonas Černius (1898–1977)            |                          | 28 marca 1939       | 21 listopada 1939   | •                 | LTS               |      |
| 12  | Antanas Merkys (1887–1955)           |                          | 21 listopada 1939   | 17 czerwca 1940     | •                 | LTS               |      |
| −   | Justas Paleckis (1899–1980)          |                          | 17 czerwca 1940     | 24 czerwca 1940     |                   | bezpartyjny       | •    |
| −   | Vincas Krėvė-Mickevičius (1882–1954) | Vincas Krėvė-Mickevičius | 24 czerwca 1940     | 25 sierpnia 1940    |                   | bezpartyjny       | •    |

### Premierzy Emigracyjnego Rządu (1940–1990)
| # | Imię i Nazwisko                        | Portret | Kadencja          | Kadencja          |
| # | Imię i Nazwisko                        | Portret | Od                | Do                |
| - | -------------------------------------- | ------- | ----------------- | ----------------- |
| 1 | Stasys Lozoraitis (1898–1983)          |         | 15 czerwca 1940   | 24 grudnia 1983   |
| 2 | Stasys Antanas Bačkis (1906–1999)      |         | 24 grudnia 1983   | 15 listopada 1987 |
| 3 | Stasys Lozoraitis (junior) (1924–1994) |         | 15 listopada 1987 | 6 września 1991   |

### Republika Litewska(od 1990)
| #   | Imię i Nazwisko                   | Portret             | Kadencja             | Kadencja             | Partia polityczna                     | Partia polityczna                     | Rząd |
| #   | Imię i Nazwisko                   | Portret             | Od                   | Do                   | Partia polityczna                     | Partia polityczna                     | Rząd |
| --- | --------------------------------- | ------------------- | -------------------- | -------------------- | ------------------------------------- | ------------------------------------- | ---- |
| 1   | Kazimira Prunskienė (ur. 1943)    |                     | 17 marca 1990        | 10 stycznia 1991     |                                       | bezpartyjna (popierana przez Sąjūdis) | •    |
| 2   | Albertas Šimėnas (ur. 1950)       |                     | 10 stycznia 1991     | 13 stycznia 1991     | bezpartyjny (popierany przez Sąjūdis) | •                                     |      |
| 3   | Gediminas Vagnorius (ur. 1957)    |                     | 13 stycznia 1991     | 21 lipca 1992        | bezpartyjny (popierany przez Sąjūdis) | 1                                     |      |
| 4   | Aleksandras Abišala (ur. 1955)    | Aleksandras Abišala | 21 lipca 1992        | 2 grudnia 1992       | bezpartyjny (popierany przez Sąjūdis) | •                                     |      |
| 5   | Bronislovas Lubys (1938–2011)     |                     | 2 grudnia 1992       | 10 marca 1993        |                                       | bezpartyjny (popierany przez LDDP)    | •    |
| 6   | Adolfas Šleževičius (1948–2022)   |                     | 10 marca 1993        | 15 lutego 1996       | LDDP                                  | •                                     |      |
| 7   | Laurynas Stankevičius (1935–2017) |                     | 15 lutego 1996       | 27 listopada 1996    | LDDP                                  | •                                     |      |
| (3) | Gediminas Vagnorius (ur. 1957)    |                     | 27 listopada 1996    | 3 maja 1999          |                                       | TS-LKD                                | 2    |
| −   | Irena Degutienė (ur. 1949)        |                     | 4 maja 1999          | 18 maja 1999         | TS-LKD                                |                                       | 2    |
| 8   | Rolandas Paksas (ur. 1956)        |                     | 18 maja 1999         | 27 października 1999 | TS-LKD                                | 1                                     |      |
| −   | Irena Degutienė (ur. 1949)        |                     | 27 października 1999 | 3 listopada 1999     | TS-LKD                                | 1                                     |      |
| 9   | Andrius Kubilius (ur. 1956)       |                     | 3 listopada 1999     | 26 października 2000 | TS-LKD                                | 1                                     |      |
| (8) | Rolandas Paksas (ur. 1956)        |                     | 26 października 2000 | 20 czerwca 2001      |                                       | LLS                                   | 2    |
| −   | Eugenijus Gentvilas (ur. 1960)    |                     | 20 czerwca 2001      | 3 lipca 2001         |                                       | LLS                                   | 2    |
| 10  | Algirdas Brazauskas (1932–2010)   | Algirdas Brazauskas | 3 lipca 2001         | 14 grudnia 2004      |                                       | LSDP                                  | 1    |
| 10  | Algirdas Brazauskas (1932–2010)   | Algirdas Brazauskas | 14 grudnia 2004      | 1 czerwca 2006       | 2                                     | LSDP                                  |      |
| −   | Zigmantas Balčytis (ur. 1953)     |                     | 1 czerwca 2006       | 4 lipca 2006         | 2                                     | LSDP                                  |      |
| 11  | Gediminas Kirkilas (1951–2024)    | Gediminas Kirkilas  | 4 lipca 2006         | 28 listopada 2008    | LSDP                                  | •                                     |      |
| (9) | Andrius Kubilius (ur. 1956)       | Andrius Kubilius    | 28 listopada 2008    | 22 listopada 2012    |                                       | TS-LKD                                | 2    |
| 12  | Algirdas Butkevičius (ur. 1958)   |                     | 22 listopada 2012    | 13 grudnia 2016      |                                       | LSDP                                  | •    |
| 13  | Saulius Skvernelis (ur. 1970)     |                     | 13 grudnia 2016      | 11 grudnia 2020      |                                       | bezpartyjny (popierany przez LVŽS)    | •    |
| 14  | Ingrida Šimonytė (ur. 1974)       |                     | 11 grudnia 2020      | 12 grudnia 2024      |                                       | bezpartyjna (popierana przez TS-LKD)  | •    |
| 15  | Gintautas Paluckas (ur. 1979)     |                     | 12 grudnia 2024      | 4 sierpnia 2025      |                                       | LSDP                                  | •    |
| −   | Rimantas Šadžius (ur. 1960)       |                     | 4 sierpnia 2025      | nadal                |                                       | LSDP                                  | •    |